# The Killing of the Imam
The Killing of the Imam è un cortometraggio del 2010 diretto da Khalid Shamis. Il film è un estratto di Imam and I, documentario dello stesso regista.

## Trama
Nel 1969 Imam Abdullah Haron, ecclesiastico musulmano, giornalista (fondò nel 1960 il quotidiano "Muslim News"), scrittore (autore del libro da cui il film prende il titolo) e attivista politico, fu ucciso in carcere a Città del Capo. Gli ultimi anni della sua vita sono raccontati dal nipote, il regista Khalid Shamis.
Attraverso gli occhi e l'immaginazione di un bambino riaffiorano le memorie in immagini che intrecciano animazione, documentario, materiali d'archivio, home movie, oggetti.

## Riconoscimenti
- 2011 - South African Film and Television Awards
  - Miglior cortometraggio documentario[2]